# Dachstraße 33 (München)

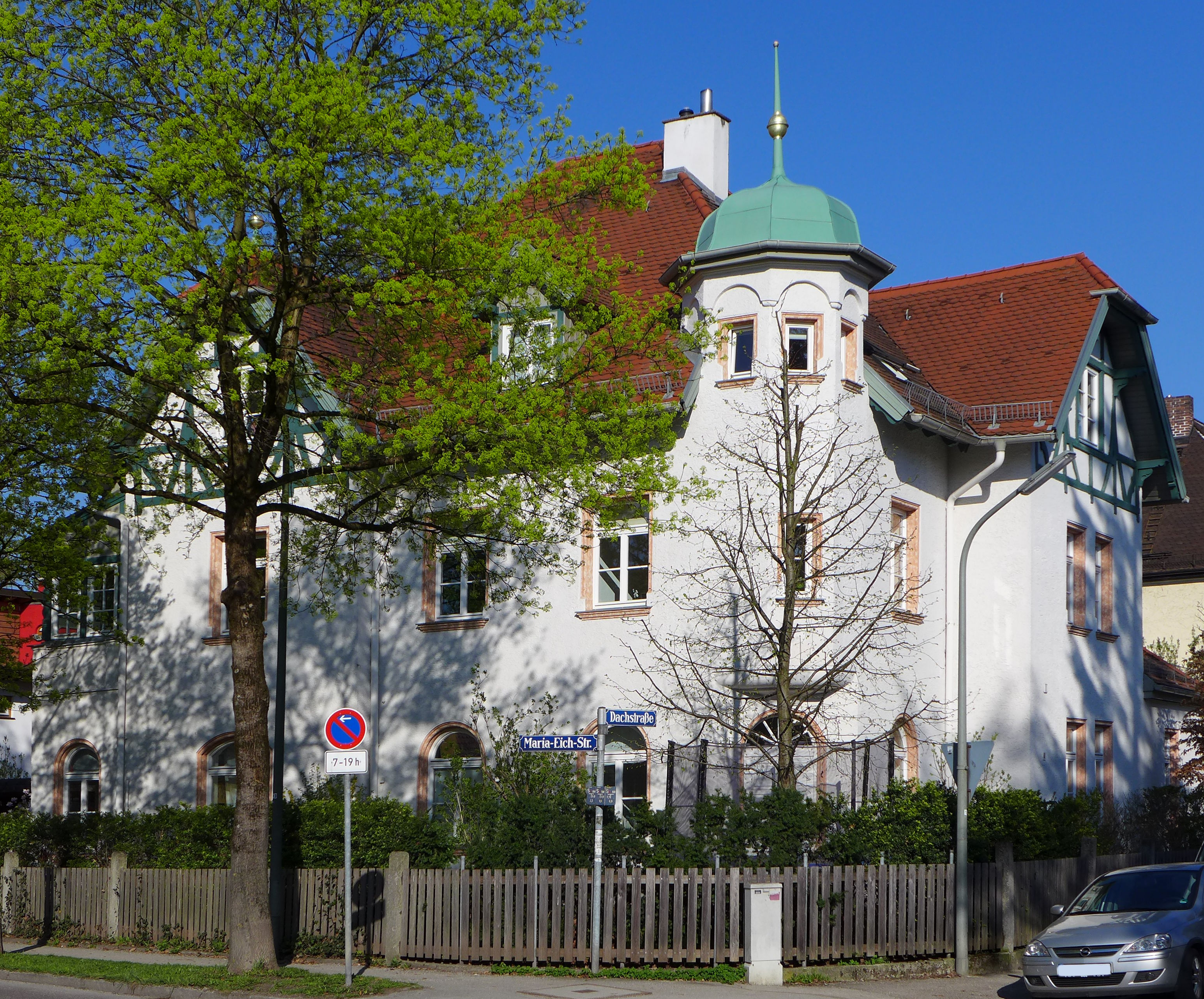
Haus Dachstraße 33 im Stadtteil Pasing von München

Das Gebäude Dachstraße 33, das zur Erstbebauung der Waldkolonie Pasing gehört, im Stadtteil Pasing der bayerischen Landeshauptstadt München wurde wohl um 1900 errichtet. Die Villa in der Dachstraße an der Ecke zur Maria-Eich-Straße, ehemals Gaststätte Hubertus, ist ein geschütztes Baudenkmal.
Das heutige Wohnhaus mit Eckturm und fachwerkverzierten Giebeln wurde nach Plänen der Architekten Anton Thunig und Andreas Pabst erbaut.